# Rabobank Cycling Team/Saison 2007
Erfolge des Radsportteams Rabobank in der Saison 2007.

## Erfolge

### Erfolge in der UCI ProTour
In den Rennen der Saison 2007 der UCI ProTour gelangen die nachstehenden Erfolge.
| Datum            | Rennen                         | Fahrer            |
| ---------------- | ------------------------------ | ----------------- |
| 24. März         | Mailand-San Remo               | Óscar Freire      |
| 6. Mai           | 5. Etappe Tour de Romandie     | Thomas Dekker     |
| 1.–6. Mai        | Gesamtwertung Tour de Romandie | Thomas Dekker     |
| 25. Mai          | 5. Etappe Katalonien-Rundfahrt | Denis Menschow    |
| 21. Juni         | 5. Etappe Tour de Suisse       | Thomas Dekker     |
| 15. Juli         | 8. Etappe Tour de France       | Michael Rasmussen |
| 25. Juli         | 16. Etappe Tour de France      | Michael Rasmussen |
| 2. September     | 2. Etappe Vuelta a España      | Óscar Freire      |
| 5. September     | 5. Etappe Vuelta a España      | Óscar Freire      |
| 6. September     | 6. Etappe Vuelta a España      | Óscar Freire      |
| 10. September    | 10. Etappe Vuelta a España     | Denis Menschow    |
| 10. September    | 1. Etappe Polen-Rundfahrt      | Graeme Brown      |
| 1.–23. September | Gesamtwertung Vuelta a España  | Denis Menschow    |

### Erfolge in des UCI Continental Circuits
In den Rennen des UCI Continental Circuits gelangen die nachstehenden Erfolge.
| Datum             | Rennen                               | Fahrer              |
| ----------------- | ------------------------------------ | ------------------- |
| 11. Februar       | Trofeo Mallorca                      | Óscar Freire        |
| 13. Februar       | Trofeo Pollença                      | Thomas Dekker       |
| 19. Februar       | 1. Etappe Kalifornien-Rundfahrt      | Graeme Brown        |
| 19. Februar       | 2. Etappe Ruta del Sol               | Óscar Freire        |
| 20. Februar       | 3. Etappe Ruta del Sol               | Max van Heeswijk    |
| 22. Februar       | 5. Etappe Ruta del Sol               | Óscar Freire        |
| 18.–22. Februar   | Gesamtwertung Ruta del Sol           | Óscar Freire        |
| 9. März           | 3. Etappe Murcia-Rundfahrt           | Graeme Brown        |
| 21. März          | Nokere Koerse                        | Léon van Bon        |
| 1. April          | Pfeil von Brabant                    | Óscar Freire        |
| 2. Juni           | 4. Etappe Belgien-Rundfahrt          | Robert Gesink       |
| 19.–23. Juni      | Gesamtwertung Ster Elektrotoer       | Sebastian Langeveld |
| 1. Juli           | Niederländische Straßenmeisterschaft | Koos Moerenhout     |
| 28. Juli          | 4. Etappe Sachsen-Tour               | Joost Posthuma      |
| 4. August         | 5. Etappe Dänemark-Rundfahrt         | Rick Flens          |
| 20. September     | 2. Etappe 3-Länder-Tour              | Thomas Dekker       |
| 22. September     | 4. Etappe 3-Länder-Tour              | Thomas Dekker       |
| 19.–23. September | Gesamtwertung 3-Länder-Tour          | Thomas Dekker       |

## Team 2007

### Abgänge-Zugänge
| Zugänge             | Team 2006            | Abgänge            | Team 2007       |
| ------------------- | -------------------- | ------------------ | --------------- |
| Léon van Bon        | Davitamon-Lotto      | Erik Dekker        | Karriereende    |
| Robert Gesink       | Rabobank Continental | Roy Sentjens       | Davitamon-Lotto |
| Sebastian Langeveld | Skil-Shimano         | Marc Wauters       | Karriereende    |
| Max van Heeswijk    | Discovery Channel    | Niels Scheuneman   | Unibet.com      |
| Rick Flens          | Rabobank Continental | Alexander Kolobnew | CSC             |
| Dmitriy Kozontchuk  | Rabobank Continental | Jukka Vastaranta   | Jartazi         |
| Koos Moerenhout     | Phonak               |                    |                 |

### Mannschaft 2007
| Name                | Geburtstag         | Nationalität |
| ------------------- | ------------------ | ------------ |
| Mauricio Ardila     | 21. Mai 1979       | Kolumbien    |
| Michael Boogerd     | 28. Mai 1972       | Niederlande  |
| Jan Boven           | 28. Februar 1972   | Niederlande  |
| Graeme Brown        | 9. April 1979      | Australien   |
| Bram de Groot       | 18. Dezember 1974  | Niederlande  |
| Marc de Maar        | 15. Februar 1984   | Niederlande  |
| Thomas Dekker       | 6. September 1984  | Niederlande  |
| Theo Eltink         | 27. November 1981  | Niederlande  |
| Juan Antonio Flecha | 17. September 1977 | Spanien      |
| Rick Flens          | 11. April 1983     | Niederlande  |
| Óscar Freire        | 15. Februar 1976   | Spanien      |
| Robert Gesink       | 31. Mai 1986       | Niederlande  |
| Mathew Hayman       | 20. April 1978     | Australien   |
| Pedro Horrillo      | 27. September 1974 | Spanien      |
| Dmitriy Kozontchuk  | 5. April 1984      | Russland     |
| Sebastian Langeveld | 17. Januar 1985    | Niederlande  |
| Gerben Löwik        | 29. Juni 1977      | Niederlande  |
| Denis Menschow      | 25. Januar 1978    | Russland     |
| Koos Moerenhout     | 5. November 1973   | Niederlande  |
| Grischa Niermann    | 3. November 1975   | Deutschland  |
| Joost Posthuma      | 8. März 1981       | Niederlande  |
| Michael Rasmussen   | 1. Juni 1974       | Dänemark     |
| Kai Reus            | 11. März 1985      | Niederlande  |
| Léon van Bon        | 28. Januar 1972    | Niederlande  |
| Max van Heeswijk    | 2. März 1973       | Niederlande  |
| Thorwald Veneberg   | 16. Oktober 1977   | Niederlande  |
| William Walker      | 31. Oktober 1985   | Australien   |
| Pieter Weening      | 5. April 1981      | Niederlande  |

Michael Rasmussen wurde am 25. Juli 2007 fristlos entlassen, nachdem bekannt geworden war, dass er Falschangaben zu seinen Trainingsorten in der Vorbereitung zur Tour de France 2007 gemacht hatte.